# ツール・ド・フランス1971
| 第58回 ツール・ド・フランス 1971 | 第58回 ツール・ド・フランス 1971       |
| -------------------------------- | -------------------------------------- |
| 全行程                           | 20区間、 3689 km                       |
| 総合優勝                         | エディ・メルクス 96時間45分14秒        |
| 2位                              | ヨープ・ズートメルク +9分51秒          |
| 3位                              | ルシアン・バンインプ +11分06秒         |
| 4位                              | ベルナール・テブネ +14分50秒           |
| 5位                              | ジョアキン・アゴスティーニョ +21分00秒 |
| ポイント賞                       | エディ・メルクス 202ポイント           |
| 2位                              | シリル・ギマール 186ポイント           |
| 3位                              | ヘルベン・カルステンス 107ポイント     |
| 山岳賞                           | ルシアン・バンインプ 228ポイント       |
| 2位                              | ヨープ・ズートメルク 179ポイント       |
| 3位                              | エディ・メルクス 136ポイント           |

ツール・ド・フランス1971は、ツール・ド・フランスとしては58回目の大会。1971年6月28日から7月18日まで、全20ステージで行われたが、この年のステージは1日を前半・後半のステージで分けるといった構成も少なくなく、終盤まで激しいマイヨ・ジョーヌ争いが展開された大会となった。

## みどころ
イタリアのモルテニに移籍したエディ・メルクスが総合3連覇に挑む。
大方の予想ではメルクスの3連覇は濃厚と見られたが、スペイン人のルイス・オカーニャが大健闘し、メルクスは一時窮地に立たされた。そして、ツール・ド・フランス史上稀に見る大激闘が演じられた年としても有名な大会となった。

## 今大会の概要
第1ステージが何とチームTT、山岳、平地の三部構成という形になったが、メルクスが早くもマイヨ・ジョーヌをキープ。しかし序盤から山岳ステージが組まれていたにもかかわらず、他選手も踏ん張り、メルクスは思ったほどの差を広げることができない。
第8ステージをオカーニャが制し、この時点でメルクスはマイヨをキープするも、2位ヨープ・ズートメルクとは36秒、3位に浮上したオカーニャとは37秒の差しかなかった。
アルプスステージとなる第10ステージ。この区間はベルナール・テブネが制し、ズートメルク、オカーニャがテブネと同タイムで入る。一方、メルクスはズートメルク、オカーニャらに遅れること1分36秒。ついにマイヨはズートメルクに移動し、オカーニャがわずか1秒差の2位。対してメルクスは総合4位に転落。
さらにオカーニャは第11ステージにおいて中盤から先頭に立つとそのまま押し切り。ズートメルク、メルクスに対し何とこのステージだけで8分42秒の差をつけ、当然のことながらマイヨを奪取。メルクスはオカーニャに遅れること9分46秒差の5位という信じられない展開となった。
しかしこのままでは当然終われないメルクスは続く山下りステージとなる第12ステージにおいて決死のアタックを仕掛け、平均時速46.272Kmという高速レースに持ち込んで区間優勝のアルマーニと同タイムゴール。総合2位に浮上した。対して、スピードレースは得意でないオカーニャもズートメルクらとともに何とか1分56秒差の大集団ゴールに持ち込んだが、メルクスとの差を7分34秒差にまで縮められる。
そしてピレネーステージ緒戦の第14ステージにおいて、死闘の末の悲劇を生むことになる。
レベからルションまでの214.5Kmで行われたステージは雨にたたられたばかりか、嵐が吹き荒れ、視界が悪い状況となった。メンテ峠を通過し、2番手集団にいたメルクス、オカーニャ、シリル・ギマールらだったが、峠を通過した直後のヘアピンともいうべき下りのカーブでメルクスがバランスを崩し、激しくメルクスと競っていた状態のオカーニャが乗り上げ、オカーニャは崖下に転落。
マイヨ・ジョーヌを身にまとったまま、オカーニャは瀕死の重傷を負い無念のリタイア。しかしレースはこのまま続行され、メルクスは2位集団でゴール。マイヨをついに奪回した。
ピレネーステージが終了した時点では総合2位のルシアン・バンインプ、同3位のズートメルクは2分台の差で続き、まだまだ挽回可能なタイム差をキープしていたが、第17ステージの平坦ステージでメルクスが果敢にアタックをかけると他を圧倒。このステージでメルクスは総合2位のバンインプに5分38秒、同3位のズートメルクに5分46秒の差をつけ、最終ステージの個人タイムトライアルも圧勝し、激闘の末、3連覇を達成した。

## 総合成績
| 順位 | 選手名                       | 国籍       | 時間        |
| ---- | ---------------------------- | ---------- | ----------- |
| 1    | エディ・メルクス             | ベルギー   | 96h 45' 14" |
| 2    | ヨープ・ズートメルク         | オランダ   | 9' 51"      |
| 3    | ルシアン・バンインプ         | ベルギー   | 11' 06"     |
| 4    | ベルナール・テブネ           | フランス   | 14' 50"     |
| 5    | ジョアキン・アゴスティーニョ | ポルトガル | 21' 00"     |
| 6    | ライフ・モルテンセン         | デンマーク | 21' 38"     |
| 7    | シリル・ギマール             | フランス   | 22' 58"     |
| 8    | ベルナール・ラブールデット   | フランス   | 30' 07"     |
| 9    | ルシアン・エマール           | フランス   | 32' 45"     |
| 10   | ビンセント・ロペスカリル     | スペイン   | 36' 00"     |

### マイヨ・ジョーヌ保持者
| 選手名               | 国籍     | 首位区間                          |
| -------------------- | -------- | --------------------------------- |
| エディ・メルクス     | ベルギー | プロローグ、第1(b)-第9、第14-最終 |
| マリヌス・ワクトマン | オランダ | 第1(a)                            |
| ヨープ・ズートメルク | オランダ | 第10                              |
| ルイス・オカーニャ   | スペイン | 第11-第13                         |